# Новий Погорєлець
Новий Погорєлець (рос. Новый Погорелец) — присілок у Тихвінському районі Ленінградської області Російської Федерації.
Населення становить 7 осіб. Належить до муніципального утворення Тихвінське міське поселення.

## Історія
Населений пункт розташований на історичній Новгородській землі, знищеній Московським царством у 15 столітті.
Згідно із законом від 1 вересня 2004 року № 52-оз належить до муніципального утворення Тихвінське міське поселення.

## Населення
| 1879 | 1910 | 1997 | 2002 | 2007 | 2010 |
| ---- | ---- | ---- | ---- | ---- | ---- |
| 78   | ↘55  | ↘0   | ↗5   | ↘1   | ↗7   |